# Western Maryland Railway

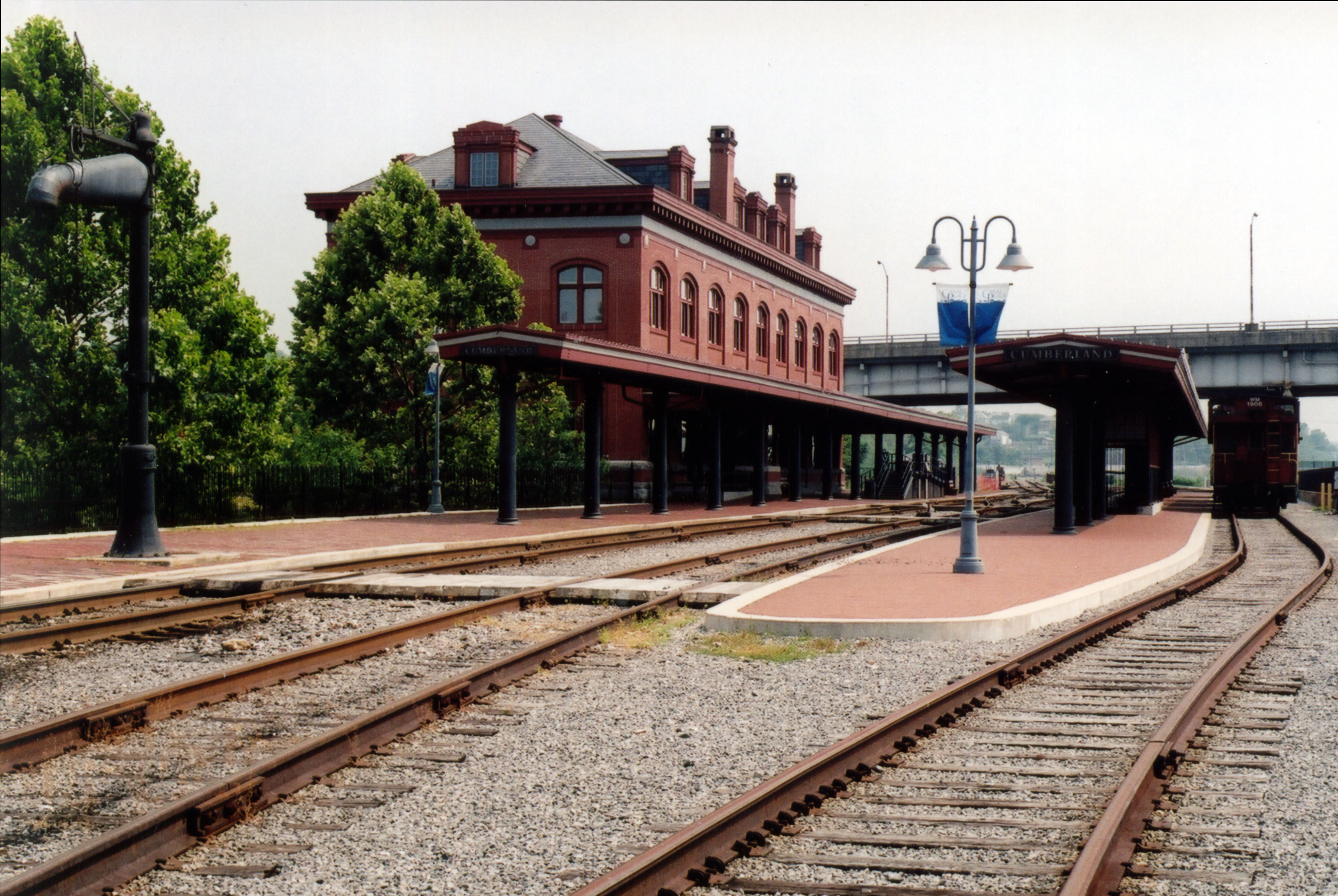
Station du chemin de fer Western Maryland à Cumberland, au Maryland, construit en 1913.

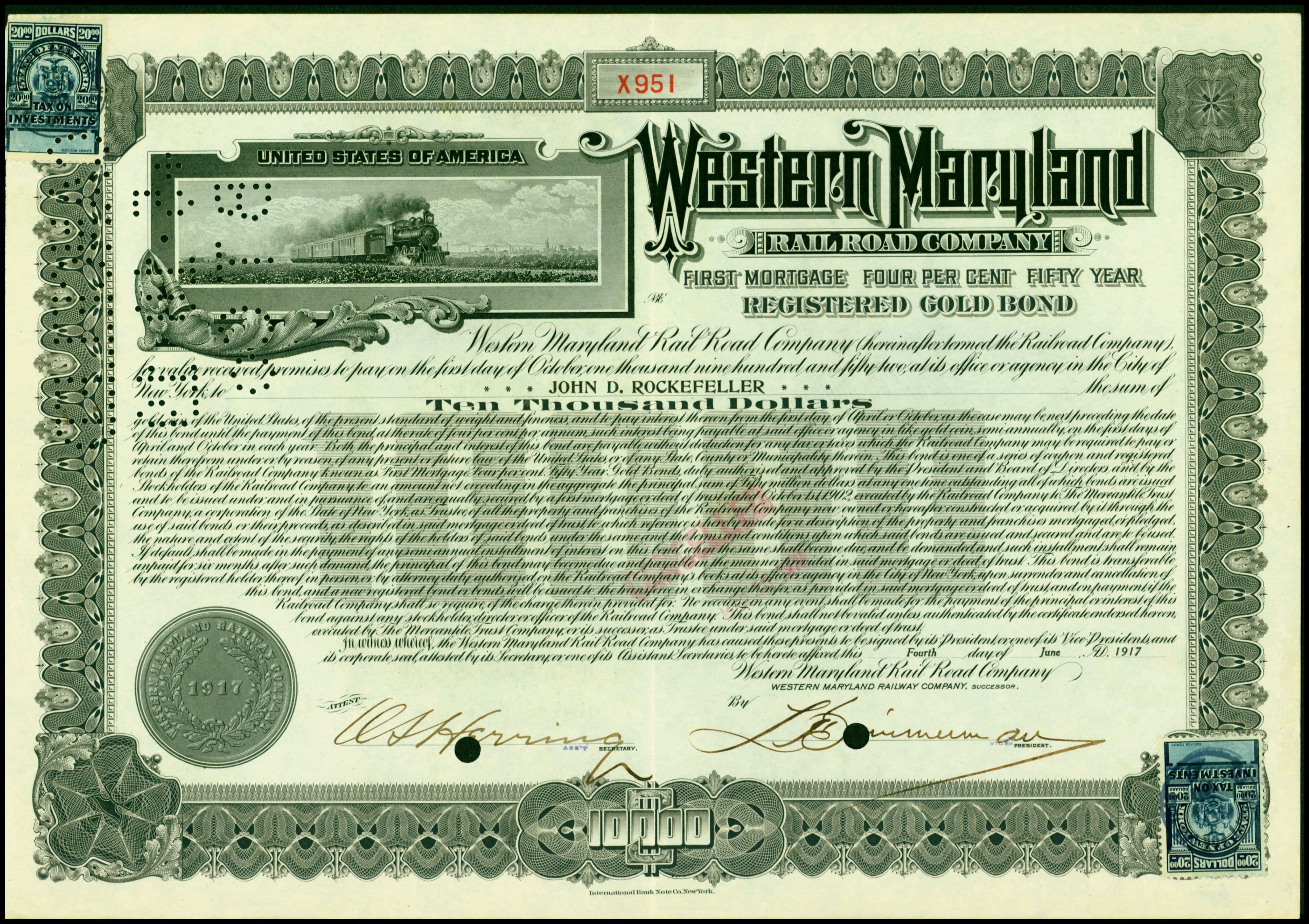
Obligation de Western Maryland Railroad, publie 1917

Le Western Maryland Railway (sigle AAR: WM) était une compagnie américaine de chemin de fer de classe I en exploitation dans le Maryland, la Virginie-Occidentale et la Pennsylvanie. C'était avant tout un transporteur de charbon et de fret, mais exploitait également quelques trains de voyageurs. Il fut intégré au Chessie System en 1973 et arrêta son exploitation en 1983, lors de sa fusion dans le Baltimore and Ohio Railroad. Le B&O fut ensuite fusionné dans CSX Transportation en 1987.

## La ligne principale de Baltimore à Hagerstown
Tout commença avec la création du Baltimore Carroll & Frederick Railroad en 1852 qui projetait de construire une ligne dans le Maryland entre l'ouest de Baltimore et le Comté de Washington. commença à construire à partir de Baltimore vers l'ouest. Dès 1853, le Maryland General Assembly changea son nom en Western Maryland. La construction commença en 1857 à partir de Owings Mills. Le Northern Central Railway qui reliait déjà Iwings Mills à Baltimore, fut utilisé pour desservir cette grande ville. La ligne atteignit Westminster en 1871, et Hagerstown en 1872. Cette section devint l'East Subdivision. 
En 1873 le WM construisit sa propre ligne entre Owings Mills et Baltimore, et réalisa une connexion entre Hagerstown et Williamsport afin de transporter le charbon apporté par le Chesapeake and Ohio Canal. En 1876, il inaugura la gare de Hillen Station à Baltimore qui devint le quartier général de la compagnie. 

## Les extensions dans le Maryland et la Pennsylvanie
La première extension en Pennsylvanie fut la ligne reliant Edgemont, Maryland à Waynesboro et Shippensburg. Cette ligne devint la Lurgan Subdivision et fut louée au Baltimore and Cumberland Valley Railroad en 1881, et fut connectée au Harrisburg and Potomac Railroad en 1886. 
Une seconde route en Pennsylvanie, appelée Hanover Subdivision, fut acquise par le WM lorsqu'il prit le contrôle du Baltimore and Hanover Railroad, et du Gettysburg Railroad à la fin 1886. Cette nouvelle portion se détachait de la ligne principale du WM à  Emory Grove pour desservir Hanover et Gettysburg puis retrouvait la ligne du WM à Highfield, Maryland près de la frontière avec la Pennsylvanie. Un embranchement de Porters à York, Pennsylvanie fut achevé en 1893, et devint le York Subdivision.
Le WM, grâce à l'ouverture de sa filiale Potomac Valley Rail Road située entre Williamsport et Big Pool, Maryland, put établir une connexion avec le Baltimore and Ohio Railroad (B&O) en 1892. Cela augmenta considérablement le trafic de marchandise. La construction d'une extension entre Hagerstown et Cumberland, Maryland commença en 1903 et s'acheva en 1906; elle devint la West Subdivision. Pour assurer le service de son réseau en pleine expansion, le WM bâtit un dépôt majeur à Hagerstown en 1909, avec une rotonde, des ateliers et des installations diverses. La gare de triage de Hagerstown fut également agrandie. 
En 1904 le WM acheva la construction d'un terminal dans Baltimore à Port Covington, sur la rivière Patapsco. L'extension de Connellsville, reliant Cumberland à Connellsville, Pennsylvanie, commença en 1906 mais ne fut achevée qu'en 1912. À  Connellsville, le WM se connectait avec le Pittsburgh and Lake Erie Railroad (P&LE). En 1915, le WM obtint des droits de passage sur la ligne du B&O entre Bowest Junction (au sud de Connellsville) et Chiefton, Virginie-Occidentale, ce qui donna l'accès aux mines de charbon situées à l'ouest de Fairmont. Bien qu'elle ne fut jamais énorme, la Connellsville subdivision acheminait rapidement vers le Midwest des marchandises et du charbon extrait de ses propres mines de Fairmont et de Somerset, Pennsylvanie.
Le WM ouvrit une gare de voyageur à Cumberland et une autre à Hagerstown en 1913. La gare de Cumberland abritait les bureaux de la Western Division.

## La région charbonnière de la Virginie-Occidentale
Le West Virginia Central & Pittsburgh Railway fut créé en 1880 et commença avec une ligne à écartement  étroit. Il passa à l'écartement normal dès 1881. Dans les années qui suivirent, il ouvrit une énorme exploitation de bois et de charbon située dans les Allegheny Highlands au nord de la Virginie Occidentale. Ce chemin de fer fut à l'origine de la création de villes nouvelles comme Davis, Thomas, Parsons et Elkins. Située dans la Tygart Valley River, Elkins possédait un grand triage et servait de plaque tournante pour le Coal and Coke Railway et le Western Maryland, puis pour le Chessie System jusque dans les années 1980. Quittant cette vallée par un tunnel sous le Cheat Mountain, le West Virginia Central & Pittsburgh commença à tracer un passage vers le sud à partir de la fin des années 1890. Il remonta le cours du Shavers Fork River, puis longea le bras ouest du Greenbrier River jusqu'à Durbin dans le Comté du Pocahontas où il put se connecter avec le Chesapeake and Ohio Railway en 1900. Cette portion prit le nom de Durbin Division.
Vendu à George Jay Gould en 1902, il fut intégré au WM en 1905. Pour relier ce deux réseau, une ligne entre Maryland Junction (au sud de Cumberland, Maryland) et Elkins fut construite. Elle prit le nom de Thomas Subdivision. Cette ligne, caractérisée par le canyon du Blackwater River, prospéra grâce à l'exploitation de bois et de charbon, et ne fut fermée que dans les années 1970. Mais à la suite de la panique de 1907 qui toucha durement Gould, le WM fit faillite le 5 mars 1908. 
Le B&O devint un solide actionnaire minoritaire du WM en 1927. La même année, le WM acheta le Greenbrier Cheat & Elk Railroad qui reliait Cheat Junction sur le Durbin Subdivision à Bergoo. Cette ligne prit le nom de GC&E Subdivision. En 1929, le WM acheta une portion au West Virginia Midland Railway, ce qui permit de prolonger la GC&E Subdivision vers Webster Springs. Alors que ces lignes furent à l'origine construites pour l'exploitation forestière, le WM les utilisa également pour le transport de charbon.

## Les opérations marquantes auXXesiècle
En 1931, le Pittsburgh & West Virginia Railway (P&WV), initialement créé en 1904 par George Jay Gould comme extension du Wabash Railroad et qui fit faillite en 1908 à la suite de la panique de 1907, réussit enfin à relier Connellsville pour se connecter avec le WM. 
Cette connexion permit de mettre en place l'Alphabet Route. Son nom symbolisait le nombre important de compagnies qui la composaient; en effet, entre Chicago ou St. Louis jusqu'à Boston via Toledo, Pittsburgh, Baltimore, Philadelphie et New York City, on comptait pas moins de 8 chemins de fer : 
- le New York, Chicago and St. Louis Railroad (NKP),
- le Wheeling and Lake Erie Railway (W&LE),
- le Pittsburgh and West Virginia Railway (P&WV),
- le Western Maryland Railway (WM),
- le Reading Railroad (RDG),
- le Central Railroad of New Jersey (CNJ),
- le Lehigh and Hudson River Railway (L&HR),
- et le New York, New Haven and Hartford Railroad (NH).

Cette Alphabet Route, consacrée au fret, était en concurrence avec les 4 compagnies majeures de la région: le Pennsylvania, le New York Central, l'Erie Railroad et le Baltimore and Ohio Railroad qui relaient déjà le nord-est des États-Unis au Midwest. 
De nos jours le P&WV est loué par le Wheeling & Lake Erie Railway (WE).
Le WM comptait deux grandes gares de triage sur son réseau; l'une appelée Jamison Yard se trouvait à Hagerstown, Maryland pour le trafic ouest, et l'autre nommée Knobmount Yard se situait au sud de Ridgely, Virginie-Occidentale pour le trafic est. 
Le WM commença à utiliser des locomotives diesel en 1941 pour ses opérations de triage, et en 1949 pour son service régulier. Il arrêta ses machines à vapeur en 1954. 
Le service voyageur qui débuta en 1859, déclina significativement dans les années 1950. La compagnie stoppa complètement le service en 1959.

## La dissolution
Dès 1964, le C&O et le B&O demandèrent à l'Interstate Commerce Commission (ICC) la permission de prendre le contrôle du WM. En 1967, le C&O prit le contrôle du WM. Puis le C&O et le B&O s'associèrent au sein du Chessie System en 1972. Finalement en 1973, le C&O put racheter le WM, dont l'exploitation revint au B&O. Le B&O absorba le WM le 1er mai 1983, puis le C&O fusionna à son tour B&O le 30 avril 1987, devenant ainsi le dernier survivant du Chessie System. Enfin CSX Transportation absorba le C&O le 31 août 1987. 

## Les vestiges du WM
La plus grande partie de la ligne originelle du WM située à l'ouest de Big Pool a été abandonnée, incluant notamment la traversée des Allegheny Mountains et de la ligne de séparation des eaux. En plus du CSX, des portions de l'ancien WM sont exploitées par le Durbin & Greenbrier Valley Railroad, le West Virginia Central, le Maryland Midland Railway, le Western Maryland Scenic Railroad, le York Railway, et le Baltimore Metro Subway. 
D'autres portions sont devenues des pistes cyclables.
De nos jours, le bâtiment de l'ex gare de Cumberland, rebaptisé Canal Place, est exploité par le National Park Service; il abrite aussi la gare du Western Maryland Scenic Railroad ainsi qu'un centre touristique pour le C&O Canal National Historic Park. Cette gare de Cumberland fut ajoutée au National Register of Historic Places en 1973, et celle de Hagerstown en 1976. Dans le Comté d'Allegany County (Maryland), le C&O Canal National Historic Park comprend une portion de l'ancien WM située entre la borne 126 et 160, qui a été inscrite au Registre national des lieux historiques en 1981. 

## Les subdivisions du WM
De ses origines au milieu du XXe siècle, le WM exploitait les subdivisions suivantes : 
| Subdivision                    | Début                 | Fin                                   | Statut |
| ------------------------------ | --------------------- | ------------------------------------- | --- |
| Belington                      | Elkins, WV            | Belington, WV                         | actuellement exploité parle Durbin & Greenbrier Valley Railroad                                                |
| Connellsville                  | Cumberland, MD        | Connellsville, PA                     | portion actuelle du Western Maryland Scenic Railroad et de la piste cyclable du Great Allegheny Passage        |
| Durbin                         | Elkins, WV            | Durbin, WV                            | portion actuelle du Durbin & Greenbrier Valley Railroad et de la piste cyclable du Monongahela National Forest |
| East                           | Walbrook Junction, MD | Hagerstown, MD                        | portion exploitée par le Maryland Midland Railway                                                              |
| Greenbrier, Cheat & Elk (GC&E) | Cheat Junction, WV    | Webster Springs, WV                   | portion actuelle du Durbin & Greenbrier Valley Railroad                                                        |
| Hanover                        | Emory Grove, MD       | Highfield, MD                         | exploitée par CSX                                                                                              |
| Huttonsville                   | Elkins, WV            | Dailey, WV (à l'origine Huttonsville) | portion actuelle du Durbin & Greenbrier Valley Railroad                                                        |
| Lurgan                         | Hagerstown, MD        | Shippensburg, PA                      | exploitée par CSX                                                                                              |
| Thomas                         | Cumberland, MD        | Elkins, WV                            | portion actuelle du CSX et d'une piste cyclable                                                                |
| Tide                           | Walbrook Junction, MD | Port Covington (Baltimore), MD        | abandonnée depuis 1988                                                                                         |
| West                           | Cumberland, MD        | Hagerstown, MD                        | portion exploitée par CSX                                                                                      |
| York                           | Porters, PA           | York, PA                              | portion exploitée par York Railway                                                                             |

## Sources
- (en) Cet article est partiellement ou en totalité issu de l’article de Wikipédia en anglais intitulé « Western Maryland Railway » (voir la liste des auteurs).